# Huang Hao
En aquest nom xinès, el cognom és Huang.
Huang Hao (en xinès tradicional: 黄皓; en xinès simplificat: 黄皓; en pinyin: Huáng Hào) va ser un eunuc servint sota Liu Shan, el segon i últim emperador de Shu Han durant el període dels Tres Regnes de la història xinesa. Altament afavorit per Liu Shan, ell és de forma comuna culpat per aconsellar malament a aquest l'últim de rendir-se a Cao Wei i és considerat com un dels funcionaris més corruptes i sense valor en l'era dels Tres Regnes, juntament amb Cen Hun.
Huang Hao va entrar-hi al servei de Liu Shan com un eunuc en algun moment de la dècada de 220. Segons els Registres dels Tres Regnes, Huang Hao es va veure afavorit per Liu Shan, ja que era astut i ple de falagueries. Mentre el cap del seguici de l'emperador, Dong Yun, encara era viu, d'una banda sovint aconsellava a Liu Shan sobre el perill de l'adulació, i d'altra advertia a Huang Hao per desviar al jove emperador.
Després que Dong Yun transí en el 246, ell va ser reemplaçat per Chen Qi, que col·laborava amb Huang Hao per influir en els assumptes de la cort. D'ara endavant Huang Hao es faria cada vegada més poderós. Fins i tot els ministres d'alt rang, com ara Zhuge Zhan i Dong Jue no podia fer res per destituir-lo. El General en Cap, Jiang Wei, una vegada aconsellà a Liu Shan d'executar a Huang Hao, ja que Huang fàcilment va caure a un ardit de Sima Yi de Wei per difondre rumors falsos sobre que el mateix Jiang volia revoltar-se i li va dir a l'emperador, el qual va donar lloc a la retirada de tornada a la capital de Jiang tot i les victòries inicials contra Sima Yi. Això no obstant, l'emperador va rebutjar la petició, dient que l'eunuc no era més que un servent que feia els encàrrecs. Per temor a represàlies, Jiang Wei llavors va deixar la capital de Chengdu per aquarterar tropes a Tazhong (沓中, al nord-oest de l'actual Comtat Zhouqu, Gansu). Com que no havia aconseguit cap assoliment significatiu front Cao Wei durant anys, Jiang Wei també va ser gairebé reemplaçat per l'altre general Yan Yu (閻宇), a suggeriment de Zhuge Zhan i Huang Hao, va enviar Yan Yu (amic íntim de Huang).
En el 263, Jiang Wei va escriure a Liu Shan, advertint-li sobre l'allistament de les tropes de Wei sota Zhong Hui a prop de la frontera. Això no obstant, Huang Hao, que creia en la bruixeria, va fer que una bruixa li predigués el futur i li va dir a Liu Shan que l'enemic trigaria anys perquè arribés, ja que la capital Chengdu estava envoltada per una perfecta barrera natural de muntanyes i valls. Liu Shan llavors va descuidar-hi els plans de defensa de Jiang Wei, cosa que finalment resultaria en la captura de Chengdu per les forces de Deng Ai. Després que Liu es va rendir, Huang Hao va ser capturat per Deng que tenia la intenció d'executar-lo per traïdor. Això no obstant, Huang Hao va aconseguir subornar les persones properes a Deng Ai i va alliberar-se a si mateix. El seu destí a partir d'aleshores es desconeix. (En el capítol 119 de la novel·la històrica del segle xiv el Romanç dels Tres Regnes Huang Hao és finalment executat públicament per ordre de Sima Zhao quan ell va seguir a Liu Shan a la capital Luoyang.)